# Setge de Carcassona (725)
Ànbassa ibn Suhaym al-Kalbí, que havia estat nomenat valí de l'Àndalus l'agost del 721 pel valí d'Ifríqiya, Yazid ibn Abi-Múslim, per tal d'acabar amb la interinitat d'Abd-ar-Rahman al-Ghafiqí va enviar durant tres anys seguits expedicions a Septimània però no va poder sotmetre ni Carcassona ni Nimes, perquè els soldats només els preocupava el botí i conquerir una vila emmurallada requeria esforços i sacrificis.
Finalment, el 725, Ànbassa va assumir personalment el comandament i, sortint des de la recentment ocupada Arbuna (Narbona) va rendir Carcassona, llavors Ànbassa es va dirigir a l'altra punta de Septimània i va sotmetre Nimes.